# Persijska književnost
Persijska književnost postoji već 2500 godina, iako je dosta predislamskih dela izgubljeno. Njeni izvori uključuju i geografska područja koji su izvan granica današnjeg Irana, jer persijski jezik je cvetao a i danas živi na raznim područjima Centralne Azije. Na primer Rumi, jedan od najcenjenijih persijskih i islamskih pesnika, je pisao na persijskom a živeo u gradu Konija, koji je danas deo Turske. Početkom 11. veka Persija je vladala velikim delom centralne i južne Azije, pa persijska književnost broji i pisce iz delova današnjeg Avganistana, Pakistana ili Indije. S druge strane, nije sva persijska književnost na persijskom, jer neki tu ubrajaju i dela rođenih persijanaca koji su pisali na drugim jezicima poput grčkog ili arapskog.
Neka preživela dela na starom ili srednjevekovnom persijskom datiraju i iz 650. p. n. e. Najveći deo danas postojeće persijske literature je iz perioda nakon Islamskog osvjanja Irana u 7. veku. Nakon što su Abasidi došli na vlast (oko 750.), persijski je postao službeni jezik islamskog carstva, a samim tim i islamske književnosti. Persijanci su pisali i na persijskom i na arapskom. Persijski pesnici poput Sadija, Hafiza, Rumija i Omar Hajama su imali uticaj na književnost mnogih zemalja.

## Predislamska persijska književnost
Samo par dela preživelo je iz doba starovekovnog Irana. Većina njih su kraljevski spisi kraljevske dinastije Ahemenida, većinom Darija I (522. – 486. p. n. e.) i njegovog sina Kserksa I. Neka dela sasanidske geografije su preživela u arapskim prevodima.
Niti jedan tekst posvećen literarnoj kritici nije preživeo iz predislamske Persije. Ali postoji par Pahčavijevih eseja poput Bab-e edteda’I-ye Kalile va Demne koji se smatraju literarnom kritikom. Neki istraživači su zaključili da su predislamskoj Persiji postojala dela o elokvenciji, kao što je Karvand. Takve knjige nisu preživele. Postoje i indikacije da je persijska elita bila upoznata sa grčkom retorikom i književnom kritikom.

## Srednjevekovna persijska književnost
Iako je za vreme abasidskih vladara ova književnost bila u senci arapske, vrlo brzo je persijski postao jezik književnosti Centralne Azije.

### Poezija
Dosta dela se pisalo u stihu i sa rimom iako nisu imali poetski karakter, na primer skoro sva dela Ibn Sina se rimuju. S druge strane većina pesama tog perioda su pisane u slavu vladajućih dinastija. Po jednoj dinastiji, Horasani, se razvio i horasanski stil koji se isticao uzvišenim tonom i dikcijom te svojim književnim jezikom. Najpoznatija forma ovog doba su kaside i rubaije, a najpoznatiji pjesnik rubaija je Omar Hajam.
U 13. veku najpoznatija postaje forma pesama poznata kao gazel i tada se javlja mistična sufijska poezija. Karakteristike ova poezije su relativno jednostavan jezik, bogata metrika i istaknuta emocionalnost. Ali predmet lirike nije bila žena, nego mladići poput robova, vojnika ili šegrta, što je verovatno islamska tendencija odvraćanja misli od tuđih žena prema čistoj ljubavi prijatelja ili junaka. Najznačajniji predstavnik ove forma i stila je Saadijev Bustan. 
U 15. veku indijski stil prevladava u poeziji, a glavni predstavnik je Amir Hosrov Dehlavi.

### Pripovetka
Hiljadu i jedna noć je zbirka pripovedaka o Šeherzadi koja u nadi da će odgoditi svoju smrt priča zanimljive priče caru Šahrijahu. Mnoge od ovih priča su se razvile dalje i postale popularne, kao recimo Aladin ili Sindbad moreplovac. Smatra se da su ove pripovetke ustvari deo stare persijske usmene književnosti koje su u 8. veku sakupljene u jednu knjigu, a najverojatnije je u 9. veku, zbog njihovog povezivanja, ubačena okvirna priča o Šeherezadi.

### Rečnici
Postoji oko 200 leksikografskih dela od kojih najraniji potiču još i iz doba oko 6. veka. Među njima 1645. napisan je persijsko-latinski rečnik. U Oksfordovom izdanju je 1770. izašao persijsko-engleski rečnik, a persijsko-ruski se pojavio 1869. 

## Uticaji persijske knjižavnosti

### Sufijska književnost
Asrar al-Tavhid od Abusaeid Abolheira smatra se značajnim delom persijske sufijske književnosti. Neki najomiljeniji persijski pisci bili su sufije. Rumi se smatra i pesnikom i osnivačem rasprostranjenog sufijskog reda. Njegovu tematika i stil su oponašale mnoge sufije iz svih delova sveta. Mnoga značajna dela mistične sufijske književnosti nisu poezija, među kojima i već pomenuti Asrar al-Tavhid.

### Zapadnjačka književnost
Na Zapadu je persijska književnost bila nepoznata sve do 19. veka. Tek tada je došlo do prevođenja nekoliko srednjevekovnih persijskih pisaca, ali njihova dela su ostavila veliki uticaj na zapadnjačke pesnike i književnike.

#### Nemačka književnost
Godine 1819. Gete je objavio zbirku pesama pod nazivom Zapadno-istočni Divan potpuno inspirisanu prevodom Hafiza (1326. – 1390.). Nemački filozof Niče je napisao knjigu Tako je govorio Zaratustra (1883. – 1885.) u kojoj se pojavljuje stari persijski prorok Zoroaster (iz otprilike 1700 godine pne.)

#### Engleska književnost
Neka dela Firdusijeve Šahname je 1832. objavio Džejms Atkinson, fizičar zaposlen u Britanskoj Istočnoindijskoj kompaniji. Jedno od njih je Matju Arnold objavio kao ep Rustem i Suhrab. Američki pesnik Ralf Voldo Emerson je 1876. objavio nekoliko esaja koji se bave persijskom književnošću. Verovatno najpopularniji pisac krajem 19. i početkom 20. veka u Evropi bio je Omer Hajam (1048. – 1123.) kojeg je Edvard Ficdžerald preveo 1859. U Persiji su Hajama više cenili kao naučnika nego kao pesnika, ali početkom prošlog veka on je postao jedan od najčešće citiranih pesnika na engleskom jeziku. Pored Hajama značajan je i Rumi kojeg su preveli mnogi poznati autori, poput A. Dž. Arbera. Osim njih dvoje moguće je naći prevode i Hafiza, Saadia, Nezamija ili Firdusija, dok su ostali pesnici i njihova dela retko prevođeni i teško ih je pronaći na engleskom području.

#### Švedska književnost
Tokom 20. veka švedski baron Erik Hermelin je preveo brojna dela klasične Persije. Preveo je mnoge pesnike, među kojima se nalaze i Farid al-Din Atar, Rumi, Firdusi, Omar Hajam, Sadi i Sanaj. Posebno ga je privlačila mistična sufijska poezija. U zadnje vreme Ašk Dahlen je popularizirao i još neka druga dela persijske književnosti.

## Moderna persijska književnost

### Istorijske prekretnice
Snažna promena je nastupila u 19. veku na polju persijske književnosti u Iranu. Početak ove promene označio je događaj sredinom istog veka, optužba premijera države Amira Kabira da pesnik laže u svojoj kasidi da bi uveličao kralja. Ovo je bio samo izraz sveopćeg mišljenja velikih pisaca da je persijskoj književnosti potrebna promena i novu veza sa socijalnim prilikama u zemlji.
Početkom 20. veka novi načini razmišljanja i filozofski pogledi koji su se naravno odrazili i na književnost doveli su do revolucije u periodu 1906-1911. Sada je književnost imala za cilj opisivanje sveta relistično, onakvim kakav on i jeste. Ali Akbar Dehoda i Abolkasem Aref su glavni predstavnici ovog perioda koji su u poeziju uneli nove sadržaje i nove forme. Neki kritičari smatraju da je ovaj trend imao za rezultat da se pisci osećaju kao vođe društva koji su na ovaj način iskušavali mogućnosti i granice društvenih promena. U ovom periodu dolazi i do usvajanja evropskih, i zapadnjačkih, književnih trendova, koji su naravno bili prilagođeni potrebama iranske kulture i društva.
Za najmodernijeg pisca ovog doba smatra se Sadek Hedajat, koji pisao između dva svetska rata, i pružio sekularnu kritiku iranskog društva. 
Persijska kjnjiževnost u Avganistanu je takođe pretrpila snažnu promenu u ovom periodu, prvensveno zbog novih socijalnih prilika. Promenu je doneo list Saraj’ul Akhbar koji je pokrenuo Mahmud Tarzi nakon što mu je omogućen povratak iz Turske u koju je bio prognan. Iako je ovakakv tip novina postojao i ranije, ovaj list je postavio nove standarde u novinarstvu i u poeziji koja je sada sve više odražavala sliku društva. Posle su se javili i drugi uticajni listovi ovog tipa koji su doneli značajne pisce poput Gari Abdulaha, Abdul Hag Bejtata i Halil Ulah Halilija, Mahmud Faranija, Bareg Šafija, Solijman Lajega, Vasef Bahtarija, Asadulah Habiba te Latif Nazemia. Na afganistansku književnost su uticali prvenstveno iranski pisci, ali i evropski, među kojima prvenstveno Rusi.
Iste promene su nastupile i u Tadžikistanu, ali pisci ovog područja su većinom samo imitirali evropske trendove. Samo par pisaca se smatra istinski drugačijim i posebnim, a to su Golrohsar Safi Eva, Momen Genat, Farzane Hodžandi i Lajek Šir-Ali.

### Kratka priča
Istorijski gledano, kratka priča pisana na persijskom je prošla kroz tri faze: formativni period, period razvoja i period različitosti. Glavna karakteristika i posebnost posleratne persijske proze u sve tri faze njenog razvoja je posvećenost stilu i tehnici pisanja. Kada je stil u pitanju postoje dva pravca: sleđenje svakodnevnog neknjiževnog govora ili lirski tonalitet u prozi.

#### Formativni period
Muhamed Ali Džamalzade (1895. – 1997.) se smatra prvim modernim piscem na persijskom području. Njegove priče su više orijentisane prema toku radnje nego prema raspoloženju i razvijanju likova. Za razkliku od njega, Sadek Hedajat (1903. – 1951.), je pisac koji je zapravo doneo fundamentalne promene i uveo modernizam u prozu. Njegove priče su pisane jednostavnim i pomalo lucidnim jezikom, i uključuju razne poglede poput realizma, naturalizma i nadrealističke fantazije, zahvaljujući čemu su se razvili novi modeli u ovoj književnoj vrsti. Eksperimentisao je i sa hronologijom toka radnje i sa nelinearnom fabulom. Fokus njegovih dela bila je psihološka kompleksnost i ranjivost pojednica. Tematski, najveći uticaj je imao Bozorg Alavi, koji je slikao ideološki motivisane likove u borbi protiv socijalne nepravde. Sadek Čubak po ugledu na Vilijama Foknera i Ernesta Hemingveja za svoje likove uzima marginalne članove društva poput uzgajivača golubova, prostitutki ili zavisnika o opijumu. Na ovaj način on čitaoce suočava sa događajima kojim su i sami bili svedoci u svakodnevnom životu, ali su odbili da razmišljaju o njima.

#### Period razvoja
Ovaj period traje od pobuna 1953. do revolucije 1979, obe godine su označile prekretnicu u političkom smislu. 
Jalal Al-e Ahmad je pisac koji je pisao i u prvom i u drugom razdoblju razvoja persijske kratke priče. U njegovim pričama se oseća i povezanost s piscima kolonizovanih zemalja. Sve njegove priče odražavaju i njegova politička uverenja.
Simin Danešvar je prva značajnija ženska moderna knjizevnica. Najpoznatija je po svom romanu Savusun (1969.), ali i njene priče su vredne pomena, jer obrađuju socijalnu isključenost persijske žene iz drušva, ali i komentarišu politička događanja iz ženskog ugla.
Hušang Golširi i Asghar Elahi koristili su dve glavne tehnike zapadnjačkog modernizma: „lavinu misli” i unutrašnji monolog. U svom eksperimentiranju s novim tehnikama pisanja Golširi koristi „lavinu misli” da bi objasnio i na drugi način prikazao već odavno poznate teorije ili događaje.

#### Period Razdoblje različitosti
U periodu nakon revolucije 1979. svu persijsku književnost karakteriše dinamično eksperimentiranje s tehnikama naracije, načinom prezentacije fabule, strukturom i izboru slika. Isto kao i ostala moderna književnost, i persijska iskazuje nesigurnost i sumnje, napetost, paradoks i dileme. Ona govori o početku ali ne i o kraju. Iako postoji već skoro stotinu godina moderna persijska književnost je još uvek podložna evropskim uticajima, počevši od „lavine misli” pa do magičnog realizma koji je popularizirao Gabriel Garsija Markez. S druge strane, persijska proza služi svom narodu kao svedok teških vremena, ali i kao pokretač promene.

### Moderna persijska poezija
Nima Jušidž smatra se osnivačem moderne persijske poezije. Uveo je značajan broj novih tehnika i formi koje su izdvajale novi način pisanja od starog. Ponudio je i drugačiji pristup klasičnoj poeziji. Njegovo umeće nije bilo otklanjanje ustaljenog stiha i rime nego se fokusirao na šire strukture koje su bazirane na suvremenom shvaćanju ljudske i društvene egzistencije. Cilj reforme bio je posvetiti poeziju njenom prirodnom identitetu, ali pri tome postići i modernu disciplinu lingvističkog izraza. Nima je istovremeno i odbijao mnoge aspekte klasične poezije i zadržao nešto od stare estetike. Međutim najznačajniji njegov doprinos je uverenje koje prevladava u čitavoj modernoj eri, da tradicionalni načini pisanja mogu biti reformirani. 
Ahmad Šamlu se još brže kretao u tom pravcu i uveo inovatvna iskustva u modernu persijsku poeziju. Njegova pesma pod nazivom Sepid (bela pesma) izbegava pravila Nimove škole i uvodi slobodniju strukturu. Ovim je omogućena veća sloboda povezivanja pesnika sa svojim emocionalnim korenima. Do tada se pesnička vizija mogla izraziti samo opštim pojmovima i bila je ograničena formom poetskog izraza. Iako je i Nima napravio prekretnicu po kojoj je bilo moguće prekoračiti ova ograničenja, „poezija Sepida” ide i dalje izbegavajući i ograničenja u ritmu. Šamlu je otkrio i unutrašnje karakteristike poezije, prepoznao je i ulogu proze i skrivene muzike jezika. Struktura „poezije Sepida” je prozaična ali ipak ne gubi svoju poetsku distinkciju.
Pesnikinja Simin Behbahani je Nimin stil prilagodila formi gazel, i tako doprinela istorijskom razvoju ove klasične persijske forme. Tradicionalnim vrednostima dodala je svakodnevne događaje i razgovore te teatralne teme. Eksperimentisala je s tradicionalnim formama persijske poezije. 
Mehdi Ahavan Sales je prvi koji je na persijskom pisao slobodnim stihom. Kritičari ga smatraju jednim od najboljih savremenih persijskih pisaca. Njegova ambicija je bila da uvede novi način pisanja u persijsku poeziju.
Forug Farohzad je pesnikinja značajna po tri stvari. Prvo po tome što je među prvima prihvatila novi, Nimijev način pisanja, onda po tome što je prva žena koja je slikovito izložila privatnu seksualnost iz ženskog pogleda na svet. I treće, što je svoju književnu ulogu prenela i eksperimentisala sa glumom, slikanjem i snimanjem dokumentarnih filmova.
Persijsku su književnost na srpskohrvatski prevodili Šemsudin Sarajlić (Ljubljenom biću), Osman Muftić (veleposlanik RH u Iranu) i drugi.

## Literatura
- Farmanfarmaian, Fatema Soudavar (2009).  Arjomand, Saïd Amir, ур. „Georgia and Iran: Three Millennia of Cultural Relations An Overview”. Journal of Persianate Studies. BRILL. 2 (1): 1—43. doi:10.1163/187471609X445464.
- ʻAbd al-Ḥusayn Zarrīnʹkūb (2000). Dū qarn sukūt: sarguz̲asht-i ḥavādis̲ va awz̤āʻ-i tārīkhī dar dū qarn-i avval-i Islām (Two Centuries of Silence). Tihrān: Sukhan. OCLC 46632917. ISBN 964-5983-33-6.
- Aryanpur, Manoochehr (1973). A History of Persian Literature. Tehran: Kayhan Press.
- Chopra, R.M., "Eminent Poetesses of Persian", Iran Society, Kolkata, 2010.
- Chopra, R.M., "The Rise Growth And Decline of Indo-Persian Literature", 2012, published by Iran Culture House, New Delhi and Iran Society, Kolkata. Revised edition published in 2013.
- Zellem, Edward. „Zarbul Masalha: 151 Afghan Dari Proverbs”. Charleston: CreateSpace, 2012.
- Clawson, P.; Rubin, M. (2005). Eternal Iran. Springer. ISBN 978-1-4039-6276-8..
- Browne, E.G. (1998). Literary History of Persia. Psychology Press. ISBN 978-0-7007-0406-4..
- Browne, Edward G.. . Islamic Medicine. 2002. ISBN 978-81-87570-19-6.
- Rypka, Jan. History of Iranian Literature. Reidel Publishing Company, OCLC 460598. 1968.  978-90-277-0143-5..
- Schimmel, Annemarie (1992). A Two-colored Brocade: The Imagery of Persian Poetry. University of North Carolina Press. ISBN 978-1-4696-1637-7..
- Tikku, G.L. . Persian Poetry in Kashmir. 1971. ISBN 978-0-520-09312-6.
- Walker, Benjamin. Persian Pageant: A Cultural History of Iran.  Calcutta: Arya Press, 1950.
- Zellem, Edward. „Afghan Proverbs Illustrated”. Charleston: CreateSpace, 2012.
- Chopra, R.M., "Great Poets of Classical Persian", Sparrow Publication, Kolkata. 2014.  978-81-89140-99-1..

## Spoljašnje veze
Na engleskom
- ort Story]}-

Na persijskom